# Liste der Kulturdenkmale in Eschefeld (Frohburg)
In der Liste der Kulturdenkmale in Eschefeld sind die Kulturdenkmale des Frohburger Ortsteils Eschefeld verzeichnet, die bis Mai 2024 vom Landesamt für Denkmalpflege Sachsen erfasst wurden (ohne archäologische Kulturdenkmale). Die Anmerkungen sind zu beachten.
Diese Aufzählung ist eine Teilmenge der Liste der Kulturdenkmale in Frohburg.

## Eschefeld
| Bild                                    | Bezeichnung | Lage                                     | Datierung | Beschreibung | ID       |
| --------------------------------------- | --- | ---------------------------------------- | --- | --- | -------- |
| Direkt Bild zu diesem Denkmal hochladen | Seitengebäude eines Dreiseithofes | Bockaer Straße 1 (Karte)                 | Um 1880 | Baugeschichtlich von Bedeutung, straßenbildwirksam durch Giebelgestaltung mit Drillingsfenster und Medaillons mit Frauenköpfen. Übrige Gebäude stark verändert. | 09259943 |
| Direkt Bild zu diesem Denkmal hochladen | Wohnstallhaus eines ehemaligen Dreiseithofes | Bockaer Straße 9 (Karte)                 | Anfang 19. Jahrhundert                                                                                                | Baugeschichtlich von Bedeutung, Hofseite Fachwerk-Obergeschoss, Giebelseite verputzt mit Drillingsfenster und Ochsenauge | 09256233 |
| Direkt Bild zu diesem Denkmal hochladen | Seitengebäude und Toranlage eines Dreiseithofes | Bockaer Straße 13 (Karte)                | Anfang 19. Jahrhundert                                                                                                | Seitengebäude mit Fachwerk-Obergeschoss, heimat- und baugeschichtlich von Bedeutung. - Wohnhaus (kein Denkmal): durch Putz verändert, ursprünglich Fachwerk-Obergeschoss mit weitem Dachüberstand, Giebel verschiefert mit Bauinschrift 1877 - wunderschöne gut erhaltene Gartenlaube (Streichung 2014, nach Abbau): mit farbigen Bleiglasfenstern und geschnitzten Pfosten aus Holz | 09256629 |
| Direkt Bild zu diesem Denkmal hochladen | Seitengebäude eines Dreiseithofes | Bockaer Straße 17 (Karte)                | Anfang 19. Jahrhundert                                                                                                | Baugeschichtlich von Bedeutung, mit Fachwerk-Obergeschoss zum Teil mit Kopfstreben | 09257984 |
| Direkt Bild zu diesem Denkmal hochladen | Wohnhaus und Seitengebäude eines ehemaligen Dreiseithofes | Bockaer Straße 31 (Karte)                | Anfang 19. Jahrhundert                                                                                                | Baugeschichtlich von Bedeutung, beide Bauten mit Fachwerk-Obergeschoss. Stallgebäude original, Wohnhaus durch neuen Anbau verändert. Giebel massiv. | 09257391 |
| Direkt Bild zu diesem Denkmal hochladen | Seitengebäude (Wohnstallhaus, Nr. 37) und Toranlage (Nr. 35) eines ehemaligen Dreiseithofes                                                                                            | Bockaer Straße 35, 37 (Karte)            | 1. Hälfte 19. Jahrhundert                                                                                             | Fachwerkbau, bau- und heimatgeschichtlich von Bedeutung. - Seitengebäude: Fachwerkobergeschoss, zugewandter Giebel massiv, Toranlage mit Porphyrtuffpfosten - Wohnhaus Nr. 35 (bezeichnet mit 1834, um 2000 größtenteils abgebrochen): Fachwerk-Obergeschoss, Giebelseite mit Ziegelwand, Haustüreingang mit korbbogigem Porphyrtuffgewände, im Schlussstein datiert mit 1834 - Scheune (Abbruch 2014): mit altertümlicher Fachwerkkonstruktion der Zeit um 1700, eine der ältesten Fachwerkscheunen der Region | 09257278 |
| Direkt Bild zu diesem Denkmal hochladen | Wohnhaus (Umgebinde) | Bockaer Straße 43 (Karte)                | Anfang 19. Jahrhundert                                                                                                | Bedeutendes Umgebindehaus in typischer Konstruktion, mit Fachwerk-Obergeschoss und verbrettertem Giebel, massiver korbbogiger Eingang mit Schlussstein, weiter Dachüberstand | 09258818 |
| Weitere Bilder                          | Kirche mit Ausstattung, sowie Kirchhof mit Kirchhofmauer | Eschefelder Hauptstraße (Karte)          | 13.–16. Jahrhundert (Kirche); um 1510 (Altar); Anfang 16. Jahrhundert (Taufe); 17. Jahrhundert (Kanzel); 1861 (Orgel) | Baugeschichtlich, ortsgeschichtlich und ortsbildprägend von Bedeutung, im Kern romanisch, Chor spätgotisch. Romanisches Schiff, Chor spätgotisch, Schnitzaltar um 1510, Taufstein spätgotisch, Brüstungsmalerei aus dem 17. Jahrhundert. | 09257993 |
| Direkt Bild zu diesem Denkmal hochladen | Häusleranwesen auf hakenförmigem Grundriss | Eschefelder Hauptstraße 24 (Karte)       | Anfang 19. Jahrhundert, später überformt                                                                              | Bau- und sozialgeschichtlich von Bedeutung, mit Fachwerk-Obergeschoss, straßenbildprägend im alten Dorfkern, Fassadengliederung original erhalten | 09257900 |
| Direkt Bild zu diesem Denkmal hochladen | Schule (zwei Bauteile) | Eschefelder Hauptstraße 27 (Karte)       | 1846 | Alte Dorfschule von Eschefeld, zwei Bauteile Mitte und Ende 19. Jahrhundert, rückseitig originale Tür um 1870, orts- und baugeschichtlich von Bedeutung. Schlichter Bau, Fenster mit Porphyrtuffrahmung, Erweiterungsbau bezeichnet mit 1896, heute als Gemeindezentrum genutzt. | 09257413 |
|                                         | Gedenkstein | Eschefelder Hauptstraße 27 (bei) (Karte) | Um 1913 | Ortsgeschichtlich von Bedeutung, gewidmet den Kämpfern für deutsche Freiheit im Gefecht bei Eschefeld am 10. Oktober 1813, Findling mit Bronzetafel | 09259935 |
|                                         | Pfarrhof mit Pfarrhaus, Seitengebäude, Schuppen, Garteneinfriedung und Toranlage | Eschefelder Hauptstraße 30 (Karte)       | Um 1830 | Repräsentativer, ortsbildwirksamer Gebäudekomplex aus Wohnhaus, Wirtschaftsgebäude und Toranlage, Pfarrhaus mit Fachwerkobergeschoss und Korbbogenportal. Wohnhaus zweigeschossig mit hohem Krüppelwalmdach und zwei Reihen Fledermausgauben und mittigen korbbogenförmigen Eingang. Sandsteinrahmung und Fachwerk-Obergeschoss. | 09259664 |
| Direkt Bild zu diesem Denkmal hochladen | Wohnstallhaus (Nr. 6) und Scheune (Nr. 4) eines Dreiseithofes sowie Vorgarten mit Einfriedung                                                                                          | Große Seite 4, 6 (Karte)                 | 1. Hälfte 19. Jahrhundert                                                                                             | Baugeschichtlich von Bedeutung, beide Gebäude mit Fachwerk-Obergeschoss, Wohnhaus mit Thüringer-Leiter-Fachwerk, an der Rückseite angebautes Backhaus, Ziergarten mit eiserner Einfriedung | 09259648 |
| Direkt Bild zu diesem Denkmal hochladen | Wohnhaus, Seitengebäude und Scheune eines Vierseithofes | Große Seite 8 (Karte)                    | Um 1875 | Bau- und wirtschaftsgeschichtlich von Bedeutung, Wohnhaus als stattlicher Bau aus der Mitte des 19. Jahrhunderts, Putzbau mit Porphyrtuffgliederungen, straßenbildprägend durch Giebelgestaltung, Wirtschaftsgebäude in Fachwerk Scheune und Stallgebäude mit Fachwerk-Obergeschoss. Schöne geschlossene Hofanlage der Jahrhundertmitte. | 09259934 |
| Direkt Bild zu diesem Denkmal hochladen | Wohnhaus, Seitengebäude und Scheune eines Dreiseithofes | Große Seite 10 (Karte)                   | Mitte 19. Jahrhundert                                                                                                 | Bau- und wirtschaftsgeschichtlich von Bedeutung, straßenbildprägend durch Fachwerk-Obergeschosse, Wohnhaus mit Thüringer-Leiter-Fachwerk. Wohnhausgiebel durch Breitfenster entstellt, auch im Obergeschoss einflügelige Fenster, Scheune mit Fledermausgauben. | 09256570 |
| Direkt Bild zu diesem Denkmal hochladen | Seitengebäude und Scheune eines Dreiseithofes | Große Seite 12 (Karte)                   | Um 1800 | Baugeschichtlich von Bedeutung, Seitengebäude mit Fachwerk-Obergeschoss, Scheune ganz in Fachwerk. Im Giebel gekuppeltes Zwillingsfenster und Ochsenauge. | 09257736 |
| Direkt Bild zu diesem Denkmal hochladen | Wohnstallhaus (Nr. 16) und Seitengebäude (Nr. 14) sowie Hofpflasterung eines ehemaligen Dreiseithofes                                                                                  | Große Seite 14, 16 (Karte)               | 1852 | Beide Gebäude mit Fachwerk-Obergeschoss, originale Hofpflasterung, einst geschlossene Hofanlage der Jahrhundertmitte des 19. Jahrhunderts, durch originalen Erhaltungszustand von hoher Authentizität, bau- und wirtschaftsgeschichtlich von Bedeutung. Gefache noch mit Lehmausfachung. Giebelseite des Wohnhauses mit Inschrifttafel, daraus geht hervor, dass es eingeäschert wurde am 26. März 1852 und wiederaufgebaut. Scheune (vor 2009 abgebrochen): Ganzfachwerk. | 09257419 |
| Direkt Bild zu diesem Denkmal hochladen | Dreiseithof mit Wohnstallhaus (Nr. 20), Scheune und Seitengebäude (Nr. 18) sowie Einfriedung und Hofpflasterung                                                                        | Große Seite 18, 20 (Karte)               | 1840 | Gebäude mit Fachwerk-Obergeschoss, geschlossene Hofanlage der Jahrhundertmitte des 19. Jahrhunderts, bau- und wirtschaftsgeschichtlich von Bedeutung. Erdgeschoss Fenster und Türen mit Porphyrtuffrahmung. Türen am Wohnhaus mit geradem Sturz, datiert 1840. Eiserne Ziergarteneinfriedung um 1890. | 09257685 |
| Direkt Bild zu diesem Denkmal hochladen | Toranlage eines Bauernhofes sowie Seitengebäude über hakenförmigem Grundriss | Große Seite 24 (Karte)                   | Um 1722 (Toreinfahrt); 18. Jahrhundert (Seitengebäude)                                                                | Baugeschichtlich und ortsbildprägend von Bedeutung, Seitengebäude mit Fachwerk-Obergeschoss. Schlussstein im großen Torbogen, datiert, aber nicht lesbar, möglicherweise 1722. Wohnhaus (18. Jahrhundert) verputzt mit nachträglich angebauten Fassadengliederungen des 19. Jahrhunderts, Stall (wahrscheinlich 18. Jahrhundert) ruinös, Scheune 20. Jahrhundert. | 09257561 |
| Direkt Bild zu diesem Denkmal hochladen | Wohnstallhaus eines Dreiseithofes | Große Seite 34 (Karte)                   | Bezeichnet mit 1837                                                                                                   | Baugeschichtlich von Bedeutung, hofseitig Fachwerk, straßenseitig schön gestalteter Giebel mit Drillingsfenster und Porphyrtuffrahmung. Zwei Eingänge an der Hofseite mit gerader Bedachung und ein in der Mittelachse hervorgehobenes Fenster, ebenfalls mit Bedachung und auf Konsolen. Krüppelwalmdach. | 09257336 |
|                                         | Wohnstallhaus und Scheune eines Vierseithofes sowie Seitengebäude mit den aus Saara, Ortsteil Gardschütz Nr. 2 geborgenen Teilen (Obergeschoss mit Laubengang und Porstube, Dachstuhl) | Große Seite 38 (Karte)                   | 1630 Dendro (Seitengebäude); bezeichnet mit 1767 (Wohnstallhaus); um 1850 (Scheune)                                   | Baugeschichtliche Bedeutung, Wohnhaus mit altertümlicher, strebenreicher Fachwerkkonstruktion. - Wohnstallhaus: zweigeschossig, steiles Krüppelwalmdach mit weitem Überstand, Erdgeschoss massiv, Obergeschoss mit reichem Fachwerk und Ziergiebel zur Straße, hier bezeichnet mit „Ao: 1767“, hofseitiger Eingang mit Schlussstein und gerader Verdachung, Fenster mit Porphyrtuffrahmungen - Seitengebäude: zweigeschossig, Satteldach, Fachwerkobergeschoss mit Porstube und Laubengang sowie Dachstuhl aus Saara, Ortsteil Gardschütz, Nummer 2 (Thüringen) transloziert, Erdgeschoss neu und Verlängerung des gesamten Gebäudes - Scheune: Fachwerk, zweitorig, Satteldach | 09257332 |
| Direkt Bild zu diesem Denkmal hochladen | Wohnhaus und Scheune eines Dreiseithofes | Große Seite 43 (Karte)                   | 19. Jahrhundert | Baugeschichtlich von Bedeutung, Wohnhaus mit Fachwerk-Obergeschoss, Scheune ganz in Fachwerk. Giebel verputzt, Fenster einflügelig. | 09257475 |
| Direkt Bild zu diesem Denkmal hochladen | Wohnstallhaus und Toranlage eines Dreiseithofes | Kleine Seite 5 (Karte)                   | 18. Jahrhundert, später überformt                                                                                     | Baugeschichtlich von Bedeutung, Wohnhaus mit Fachwerk-Obergeschoss und Relief im Massivgiebel, Toranlage mit Kugelaufsätzen. Medaillon in der Giebelspitze: zwei Puppen, wahrscheinlich Zwillinge darstellend, mit Tieren oder ähnliches. | 09256225 |
| Direkt Bild zu diesem Denkmal hochladen | Vierseithof mit Wohnstallhaus, zwei Seitengebäuden (vorderem und hinterem Torhaus) sowie Scheune, Hofpflasterung und Vorgarten mit Einfriedung                                         | Kleine Seite 13 (Karte)                  | 19. Jahrhundert | Bemerkenswert geschlossen erhaltene Hofanlage des 19. Jahrhunderts, bau- und wirtschaftsgeschichtlich von Bedeutung, alle Gebäude mit Fachwerk-Obergeschoss, originale Hofpflasterung, äußeres Torhaus mit Obergeschosslaube und Außentreppe. 1994 gut renoviert | 09255216 |
| Direkt Bild zu diesem Denkmal hochladen | Wohnhaus eines Bauernhofes | Kleine Seite 17 (Karte)                  | Bezeichnet mit 1898, im Kern älter                                                                                    | Baugeschichtlich von Bedeutung, reich gegliederter Putzbau mit gründerzeitlichen Fassadendekorationen. An der Giebelseite datiert mit 1898. | 09257743 |
| Direkt Bild zu diesem Denkmal hochladen | Wohnstallhaus eines Dreiseithofes | Kleine Seite 23 (Karte)                  | 19. Jahrhundert | Fachwerkbau, heimatgeschichtlich von Bedeutung. Weiter Dachüberstand, Türen im Erdgeschoss mit Porphyrtuffrahmung, die Hauseingangstür mit profilierter Rahmung, Giebel verputzt, einflügelige Fenster. | 09257566 |
| Direkt Bild zu diesem Denkmal hochladen | Wohnstallhaus eines ehemaligen Vierseithofes | Kleine Seite 29 (Karte)                  | 18. Jahrhundert | Baugeschichtlich von Bedeutung, mit Fachwerk-Obergeschoss und weitem Dachüberstand, ungewöhnlich strebenreiches Fachwerk. Mit originaler Eingangstür (Ende 19. Jahrhundert) | 09257573 |
| Direkt Bild zu diesem Denkmal hochladen | Villa mit Nebengebäude, parkartigem Garten und Bienenhaus auf der rückwärtigen Streuobstwiese                                                                                          | Zu den fünf Linden 1 (Karte)             | Um 1910 | Bau- und ortsgeschichtlich von Bedeutung, ein Bau im Reformstil der Zeit um 1910, am Ortsrand gelegen | 09259672 |
|                                         | Dorfschmiede mit Nebengebäude | Zum Goldberg 2 (Karte)                   | 1766/1767 | Zweigeschossiges Gebäude mit Vorlaube und Nebengebäude, ortsgeschichtlich bedeutsam und ortsbildprägend. Fenster und Türen original, Nebengebäude Türen mit Porphyrtuffrahmung, 2013 umfassend saniert. | 09259481 |
| Direkt Bild zu diesem Denkmal hochladen | Seitengebäude und Scheune eines Dreiseithofes | Zum Goldberg 18 (Karte)                  | 19. Jahrhundert | Bau- und wirtschaftsgeschichtlich von Bedeutung, Seitengebäude mit Fachwerk-Obergeschoss, Scheune ganz in Fachwerk | 09256759 |
| Direkt Bild zu diesem Denkmal hochladen | Häuslerhaus | Zum Goldberg 26 (Karte)                  | Anfang 19. Jahrhundert                                                                                                | Sozialgeschichtlich von Bedeutung, straßenbildprägend mit gründerzeitlich geschmücktem Giebel mit drei kleinen Medaillons. Im Giebel drei Medaillons mit Frauenköpfen. | 09255950 |

## Tabellenlegende
- Bild: Bild des Kulturdenkmals, ggf. zusätzlich mit einem Link zu weiteren Fotos des Kulturdenkmals im Medienarchiv Wikimedia Commons. Wenn man auf das Kamerasymbol klickt, können Fotos zu Kulturdenkmalen aus dieser Liste hochgeladen werden:
- Bezeichnung: Denkmalgeschützte Objekte und ggf. Bauwerksname des Kulturdenkmals
- Lage: Straßenname und Hausnummer oder Flurstücknummer des Kulturdenkmals. Die Grundsortierung der Liste erfolgt nach dieser Adresse. Der Link (Karte) führt zu verschiedenen Kartendiensten mit der Position des Kulturdenkmals. Fehlt dieser Link, wurden die Koordinaten noch nicht eingetragen. Sind diese bekannt, können sie über ein Tool mit einer Kartenansicht einfach nachgetragen werden. In dieser Kartenansicht sind Kulturdenkmale ohne Koordinaten mit einem roten bzw. orangen Marker dargestellt und können durch Verschieben auf die richtige Position in der Karte mit Koordinaten versehen werden. Kulturdenkmale ohne Bild sind an einem blauen bzw. roten Marker erkennbar.
- Datierung: Baubeginn, Fertigstellung, Datum der Erstnennung oder grobe zeitliche Einordnung entsprechend des Eintrags in der sächsischen Denkmaldatenbank
- Beschreibung: Kurzcharakteristik des Kulturdenkmals entsprechend des Eintrags in der sächsischen Denkmaldatenbank, ggf. ergänzt durch die dort nur selten veröffentlichten Erfassungstexte oder zusätzliche Informationen
- ID: Vom Landesamt für Denkmalpflege Sachsen vergebene, das Kulturdenkmal eindeutig identifizierende Objekt-Nummer. Der Link führt zum PDF-Denkmaldokument des Landesamtes für Denkmalpflege Sachsen. Bei ehemaligen Kulturdenkmalen können die Objektnummern unbekannt sein und deshalb fehlen bzw. die Links von aus der Datenbank entfernten Objektnummern ins Leere führen. Ein ggf. vorhandenes Icon  führt zu den Angaben des Kulturdenkmals bei Wikidata.